# Emrecan Afacanoğlu
Emrecan Afacanoğlu (* 15. März 1991 in Izmir) ist ein türkischer Fußballspieler, der aktuell für Boluspor spielt.

## Karriere

### Verein
Afacanoğlu begann mit dem Vereinsfußball in der Jugend des Amateurvereins Turgutreis Belediyespor. 2006 wechselte er in die Jugend von Bergama Gençlerbirliği und ein Jahr später zu Bucaspor. Hier erhielt er im Juni 2010 einen Profivertrag, wurde aber weiterhin überwiegend in der Jugend eingesetzt. Parallel zu seiner Tätigkeit wurde er bei Bedarf auch bei den Profis eingesetzt. So machte er in der Spielzeit 2008/09 fünf Ligaspiele für die Profis. Zum Saisonende erreichte seine Mannschaft die Meisterschaft der TFF 2. Lig und damit den Aufstieg in die TFF 1. Lig. In der nachfolgenden Spielzeit errang er die Vizemeisterschaft der TFF 1. Lig und damit den Aufstieg in die Süper Lig. Die Spielzeit 2010/11 spielte er ausschließlich für die Reservemannschaft. In der Spielzeit 2011/12 wurde er wieder bei den Profis eingesetzt. Während seiner Zeit bei den Profis in der Saison 2011/12 spielte er auch für die Reservemannschaft und konnte mit dieser in der TFF A2 Ligi die Vizemeisterschaft erreichen.
Für die Spielzeit 2012/13 wurde Afacanoğlu an Bergama Belediyespor ausgeliehen. Nach einer Saison wurde sein Leihvertrag um eine weitere Spielzeit verlängert.
Nachdem Bucaspor zum Sommer 2015 den Klassenerhalt der TFF 1. Lig verfehlte, wechselte Afacanoğlu zum Zweitligisten Boluspor. Für die Rückrunde der Saison 2015/16 wurde er an Manisa Büyükşehir Belediyespor ausgeliehen.

### Nationalmannschaft
Afacanoğlu durchlief ab die türkische U-17- und die U-18-Nationalmannschaften.

## Erfolge
Mit Bucaspor
- Meister der TFF 2. Lig und Aufstieg in die TFF 1. Lig: 2008/09
- Vizemeister der TFF 1. Lig und Aufstieg in die Süper Lig: 2009/10

Mit Bucaspor A2 (Rerservemannschaft)
- Vizemeister der TFF A2 Ligi: 2011/12